# Banchus robustus
Banchus robustus är en stekelart som beskrevs av Rudow 1883. Banchus robustus ingår i släktet Banchus och familjen brokparasitsteklar. Inga underarter finns listade.